# メネギニ鉱
メネギニ鉱(Meneghinite)は、組成CuPb13Sb7S24の硫塩鉱物である。
結晶は斜方晶系でモース硬度は2.5、1完全へき開で、貝殻状に砕ける。黒みがかった鉛灰色で、黒色に輝く条痕を持つ。光沢は金属質である。
イタリアのルッカ県で1852年に発見され、この鉱物を最初に観察したピサ大学の地質学者ジュゼッペ・メネギーニの名前に因んで命名された。ルッカ県のスタッツェーマにあるボッティノ鉱山が模式地である。